# Вальдшнепи (роман)
«Ва́льдшнепи» — роман українського письменника Миколи Хвильового. Опублікований у 1927 році у часописі ВАПЛІТЕ. Оригінальна мова твору українська.

## Історія твору
Роман був написаний у розпал літературної дискусії влітку 1926 р. в селищі німецьких колоністів під Херсоном. Першу його частину було опубліковано у п'ятому номері журналу ВАПЛІТЕ за 1927 р. Друга з'явилася на сторінках шостого номера журналу, але весь тираж цього номера був конфіскований і знищений. Авторові довелося написати покаянного листа до редакції газети «Комуніст».

## Сюжет
Художній простір твору нагадує простір «Санаторійної зони», щоправда (замість медичної установи) події відбуваються на дачі в «заштатному городку». Сюжет у «Вальдшнепах» фактично відсутній. Хоча автор і дбає про сюжетну інтригу, майстерно виписує чарівні південні пейзажі, на тлі яких розвиваються складні стосунки героїв, але це насамперед — роман ідеологічний, роман-диспут. Його персонажі, постійно полемізуючи, дошукуються відповідей на найгостріші суспільно-політичні питання доби. Маємо справу з раннім зразком суто політичного роману, який в українській літературі робив лише перші кроки.
Головний герой твору Дмитрій Карамазов — недавній фанатичний комунар, який нагадує комунара-чекіста з новели «Я (Романтика)». У роки Громадянської війни він розстріляв близьких йому людей біля монастиря, а також під час відступу Червоної гвардії пострілом у потилицю безжально розправився з однією з жінок-мародерок. Дмитрій Карамазов без докорів совісті «виконував свої обов'язки перед революцією», а тепер, в умовах непівської дійсності, утвердження цинічної більшовицької бюрократії, переродження комуністів, болісно переживає своє розчарування в компартії, в її можливостях реалізувати ті ідеали, заради яких він проливав кров інших і ризикував власним життям. Він намагається позбутися колишньої «великої ідеї». Але перейти з неї на нову ідеологію, зокрема на шлях будівництва нації, ні він, ні «всі Карамазови» не зможуть: «…Їм бракує доброго пастиря. Вони… не здібні бути оформителями й творцями нових ідеологій… Це загальні Діцгени, що їх використовують Маркси й Енгельси… Карамазов… хоче… розв'язувати проблеми універсального значення, але він їх розв'язує в хаосі своїх недоношених уявлень про картину світу і тому послідовно мусить прийти до розбитого корита.» «Недоношені уявлення» Карамазова проявляються зокрема в тому, що він зі своєї нації хоче викинути Т. Шевченка, який «кастрував нашу інтелігенцію…, виховав цього тупорилого раба-просвітянина.»

## Ідейно-тематичний зміст
Це проблемний роман. У ньому М. Хвильовий досить сміливо спробував окреслити основні проблеми пореволюційної ситуації в Україні. Він порушив назрілі болючі питання — осмислення наслідків революційних перетворень в Україні, прогнозування перспектив її національного відродження. Автор показав, як владно наступає нова епоха, як на другий план виходять «муралі революції», а натомість з'являються люди, розчаровані в комуністичній партії, котрі прагнуть іншої країни з новими ідеалами. А разом з тим вони не можуть зрадити тим соціальним ідеалам, заради яких йшли на смерть. Це — трагедія покоління, трагедія самого Хвильового і його однодумців. Співчуваючи змученим сумнівами сучасникам, письменник пов'язує надії на майбутнє з поколінням нових людей, покликаних бути вождями, проводирями мас.

## Герої
Дмитрій Карамазов — один з «надломлених», які не можуть самореалізуватися за нової суспільної ситуації. Він розумний і талановитий, але не здатний бути творцем нової ідеології, бо йому бракує ініціативи і ґрунтовних знань, щоб створити «програму свого нового світогляду.» Карамазов потребує «доброго пастиря». Його він знаходить в образі Аглаї. Карамазов пристрасно закохується в цю жінку. Кохання Дмитра до Аглаї є важливим чинником ідейно-художнього змісту твору.
У «Вальдшнепах» ім'я головного героя взято з літератури: «Дмитрій Карамазов»— це ім'я персонажа з відомого роману Ф. Достоєвського. За цим стоїть певна авторська тенденція, зокрема — «карамазовщина», що символізує дух шукання істини, а крім того — болюче для М. Хвильового матеревбивство (у Достоєвського — батьковбивство).
Ганна — дружина Карамазова. Розумна, спостережлива, інтелігентна. Вона уособлює реальну суспільну дійсність 20-х років ХХ ст. Це романтик ідеалів революції, яким вона залишається безмежно відданою. Партійна дисципліна для неї понад усе. Ганна хоча і бачить занепад комуністичної ідеології, але не перестає вірити в можливість її відродження. Вона не схвалює розмов Дмитрія про націю, оскільки вважає це зрадою соціалістичним ідеалам. Ганна відмовляє чоловіка від ідеї національного відродження і цим відштовхує його від себе.
Аглая — нащадок давнього козацького роду. Сильна і самодостатня жінка, смілива у вчинках і висловлюваннях, розумна, перспективна, проголошує культ людей, покликаних до активної дії. Проголошуючи ідею «безумства хоробрих», закликає Дмитра до твердості. Аглая підтримує ідею національного відродження.
Вовчик — спільний друг Карамазова і Ганни, учений-лінгвіст, безпартійний.
Тьотя Клава — тітка Аглаї, московка.
Євген Валентинович — чоловік тьоті Клави, професор марксизму.

## Екранізація
У 1996 році Олександр Муратов відтворив у своїй стрічці «Вальдшнепи» втрачений текст другої частини роману. Він спирався на спогади Володимира Сосюри та Олександра Довженка, які встигли прочитати твір до знищення, а також на глибоке знання доробку Миколи Хвильового.